# Mantispa centenaria
Mantispa centenaria är en insektsart som beskrevs av Peter Esben-Petersen 1917. 
Mantispa centenaria ingår i släktet Mantispa och familjen fångsländor. Inga underarter finns listade i Catalogue of Life.